# Улице (Плзењ-север)
Улице (чеш. Úlice) је насељено мјесто са административним статусом сеоске општине (чеш. obec) у округу Плзењ-север, у Плзењском крају, Чешка Република.

## Становништво
Према подацима о броју становника из 2014. године насеље је имало 487 становника.